# Epigomphus subquadrices
Epigomphus subquadrices là loài chuồn chuồn trong họ Gomphidae. Loài này được Kennedy mô tả khoa học đầu tiên năm 1946.